# Na kłopoty… Bednarski

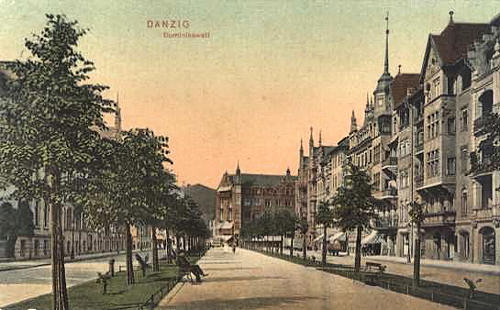
Gdańsk przed II wojną światową

Na kłopoty... Bednarski – polski serial kryminalny z 1986 roku.

## Geneza
W 1983 Paweł Pitera wyreżyserował film "Szkatułka z Hongkongu" na podstawie opowiadania gdańskiego autora Sławomira Siereckiego, który był też autorem filmowego scenariusza; w filmie tym, dziejącym się  w przedwojennym Gdańsku, główną rolę detektywa Piekarskiego zagrał aktor Stefan Friedmann. Pitera i Friedmann postanowili kontynuować projekt w postaci serialu o przygodach prywatnego detektywa, działającego w Wolnym Mieście Gdańsku.

## Treść
Akcja serialu toczy się w latach trzydziestych XX wieku na terenie Wolnego Miasta Gdańska. Głównym bohaterem jest prywatny detektyw Bednarski, uważany za najlepszego w branży, o czym może świadczyć jego przejściowa współpraca z polskim wywiadem. Każdy z odcinków jest niezależną fabułą z odrębną historią, które łączy osoba głównego bohatera.

## Obsada

### Główne role
- Stefan Friedmann – Bednarski
- Ewa Skibińska – Karin Wagner
- Krystyna Feldman – Tzarowa
- Jan Peszek – Johann Gerhard
- Henryk Talar – komisarz (do odc. 6, nadkomisarz w odc. 7) Forst
- Danuta Kowalska – Marta Erlichowa
- Leon Niemczyk – Erlich
- Stanisław Michalski – Rudolf Hagemann
- Ewa Sałacka – Sonia
- Grażyna Barszczewska – Anna Janicka
- Wiktor Sadecki – profesor
- Marta Żak – przedstawicielka polskiej dyplomacji
- Marek Barbasiewicz – kapitan Mokrowiecki, oficer polskiego wywiadu
- Monika Świtaj – Katherine Walentschik, kochanka Gerharda

### Pozostałe role
- Jerzy Mularczyk – Nagiel (odc. 1)
- Ryszard Radwański – faszysta zamachowiec (odc. 2)
- Bronisław Wrocławski – Schodorowski, sekretarz Wagnera (odc. 2)
- Lech Gwit – Holtz, podwładny Hagemanna (odc. 2)
- Włodzimierz Wiszniewski – Igła (odc. 2 i 5)
- Włodzimierz Bednarski – inżynier Stawicki (odc. 3)
- Andrzej Bielski – gestapowiec (odc. 4 i 7)
- Erwin Nowiaszek – Becker, współwłaściciel Stelli (odc. 4)
- Edwin Petrykat – dyrektor hotelu U Senatora (odc. 5)
- Cezary Kussyk (odc. 6)
- Genowefa Wydrych (odc. 6)
- Tadeusz Szaniecki – kolejarz Piwoński (odc. 7)
- Leszek Ciuka (odc.7)
- Henryk Łapiński
- Andrzej Gawroński

## Lista odcinków
1. Kurier z Ankary
2. Bursztynowe serce
3. Złote runo
4. Statek nadziei
5. Znak węża
6. Ostatnie lato
7. Nasz człowiek